# Sandra Borgmann

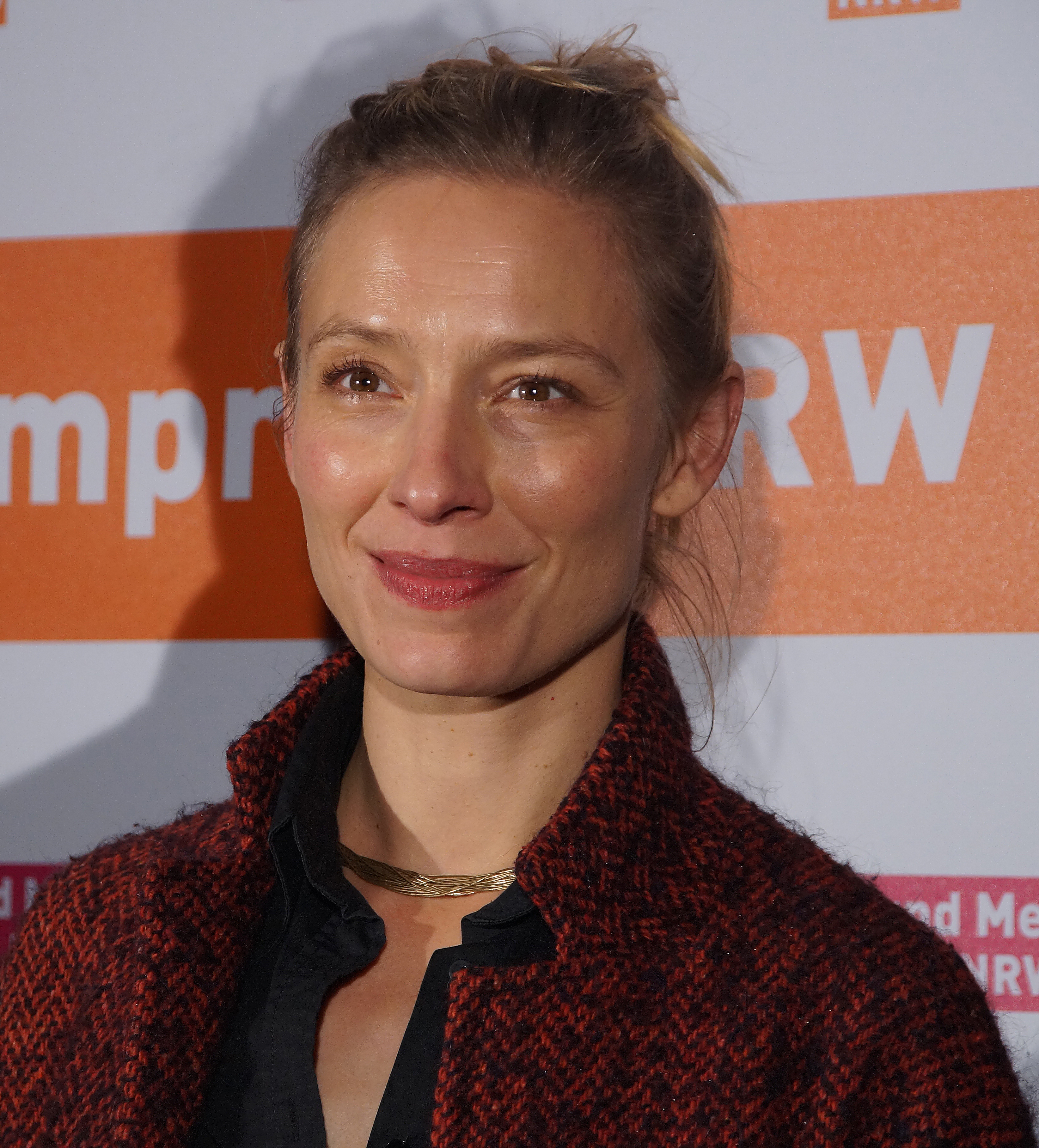
Sandra Borgmann beim NRW-Kinoprogrammpreis, 2016, Köln

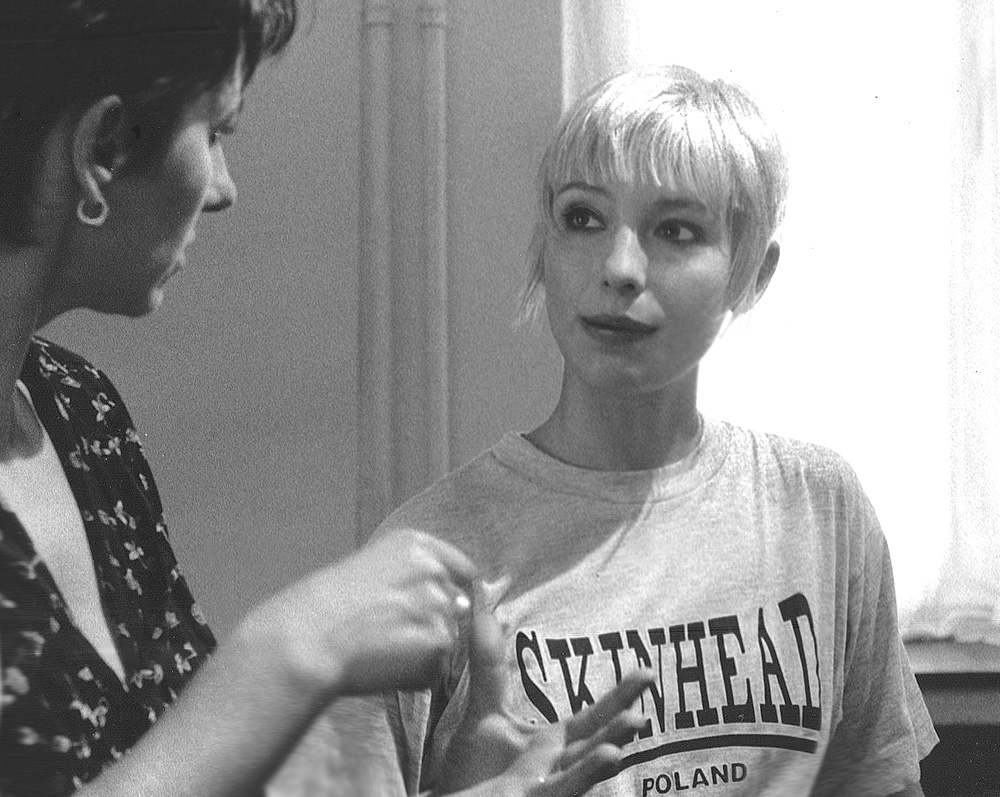
Sandra Borgmann als Skinhead-Girl Sandra in einer Drehpause zum Kinospielfilm Oi!Warning (zusammen mit Tonmeisterin Nanett Creutzburg, 1999)

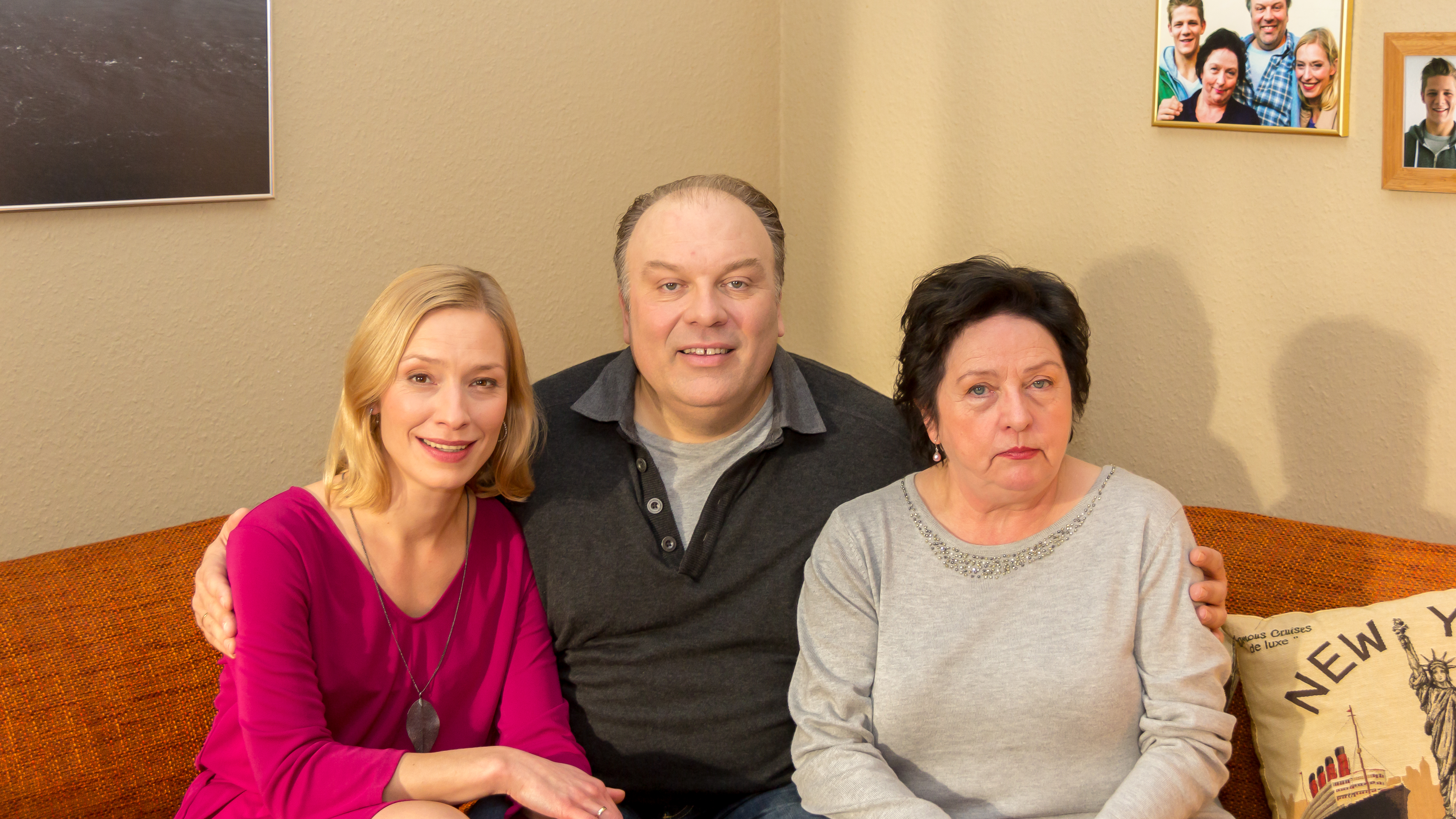
Sandra Borgmann in der Rolle der „Claudia König“ bei Dreharbeiten zur Fernsehserie Die LottoKönige, 2014

Sandra Borgmann (* 25. April 1974 in Mülheim an der Ruhr) ist eine deutsche Schauspielerin bei Film und Fernsehen.

## Leben
Sandra Borgmann machte in Mülheim an der Ruhr ihr Abitur. Schon während ihrer Gymnasialzeit wirkte sie aktiv in der Schüler-Theater-AG mit. Sie studierte von 1994 bis 1997 Schauspiel an der Folkwang Hochschule in Essen-Werden. Seit 1997 arbeitet sie als Filmschauspielerin und lebt heute in Hamburg.
Im Jahr 2000 spielte sie die weibliche Hauptrolle in dem Film Oi!Warning.
2004 wurde Borgmann für den Deutschen Fernsehpreis in der Kategorie Beste Schauspielerin – Nebenrolle für die Darstellungen in der Tatort-Folge Odins Rache sowie Ein krasser Deal nominiert.
In den vom NDR produzierten Folgen des ARD Radio-Tatorts spricht Borgmann die Ermittlerin Kriminalhauptkommissarin Bettina Breuer. Von 2012 bis 2015 war sie in der Serie Die LottoKönige zu sehen.

## Filmografie

### Kino
- 1997: High (Kurzfilm)
- 2000: Im Juli
- 2000: Oi! Warning
- 2002: Halbe Miete
- 2003: Traumprinz in Farbe
- 2004: Eine Sommergeschichte
- 2004: Ein krasser Deal
- 2004: Nie solo seiN (Kurzfilm)
- 2005: Die Bluthochzeit
- 2005: Das beste Jahr meines Lebens
- 2005: Unter dem Eis
- 2006: FC Venus – Angriff ist die beste Verteidigung
- 2006: Fremder Bruder
- 2008: Der Baader Meinhof Komplex
- 2008: Streiflichter (Kurzfilm)
- 2010: Hier kommt Lola!
- 2010: Der Mauerschütze
- 2011: Lollipop Monster
- 2011: Der Himmel hat vier Ecken
- 2012: Schilf
- 2012: Transpapa
- 2013: Das kleine Gespenst
- 2014: Saphirblau
- 2015: Verfehlung
- 2016: LenaLove
- 2016: Radio Heimat
- 2017: Sommerfest
- 2017: Sorry Guys

### Fernsehen
- 1997: Bedtime Stories
- 1998: Die Anrheiner (sechs Episoden)
- 2000: Hotel Elfie (13 Episoden)
- 2000: Tatort – Bienzle und der Mann im Dunkeln
- 2000: SOKO Leipzig – Liebesdienste
- 2000: Das gestohlene Leben
- 2001: Tatort – Fette Krieger
- 2001: Küstenwache – Mörderische Konkurrenz
- 2002–2003: Berlin, Berlin (28 Episoden)
- 2003: Tatort – Wenn Frauen Austern essen
- 2003: Ladykracher (diverse Nebenrollen)
- 2004: Tatort – Odins Rache
- 2005: Mit Herz und Handschellen: Bombige Aussichten
- 2005: Bloch – Der Freund meiner Tochter
- 2006: Tatort – Gebrochene Herzen
- 2006: Rosa Roth – Sechs Tage zu viel
- 2006: Das Duo – Liebestod
- 2006: 4 gegen Z
- 2007: Meine böse Freundin
- 2007: Großstadtrevier – Zukunftspläne
- 2007: Mein Mörder kommt zurück
- 2007: KDD – Kriminaldauerdienst (sieben Episoden)
- 2007: Kuckuckszeit
- 2008: SOKO Köln – Gefrorene Tränen
- 2008: Tatort – Verdammt
- 2008: Nachtschicht – Ich habe Angst
- 2008: Post Mortem – Treibgut
- 2008: Der große Tom
- 2008: Lutter – Toter Bruder
- 2008: Die Anwälte – Selbstjustiz
- 2008: Stubbe – Von Fall zu Fall – Auf dünnem Eis
- 2008: Der Tag, an dem ich meinen toten Mann traf
- 2008: Im Namen des Gesetzes (vier Episoden)
- 2009: Tatort – Schwarzer Peter
- 2009: Über den Tod hinaus
- 2009: SOKO Kitzbühel – Ein falsches Leben
- 2010: Tatort – Weil sie böse sind
- 2010: Lutter – Rote Erde
- 2011: Liebe am Fjord – Das Ende der Eiszeit
- 2011: Ein mörderisches Geschäft
- 2011: Neue Chance zum Glück
- 2011: Alarm für Cobra 11 – Die Autobahnpolizei – Die Verschwörung
- 2012: Stralsund – Blutige Fährte
- 2012–2015: Die LottoKönige (18 Episoden)
- 2012: Mord mit Aussicht – Und ewig singt das Blaukehlchen
- 2012: Sechzehneichen
- 2013: Tatort – Kaltblütig
- 2013: Tatort – Trautes Heim
- 2014: Die letzte Instanz
- 2014: Polizeiruf 110 – Liebeswahn
- 2014: Die Chefin – Landlust
- 2014: Nichts für Feiglinge
- 2014: Fluss des Lebens – Wiedersehen an der Donau
- 2014: SOKO Köln – Tod am Telefon
- 2014: Morden im Norden – Tödliche Tiefe
- 2015–2016: Sibel & Max (22 Episoden)
- 2015: Die Neue
- 2016: Tatort – Rebecca
- 2016: Neben der Spur – Amnesie
- 2016: Wilsberg – Tod im Supermarkt (Fernsehserie)
- 2016: Ein Sommer in Dänemark
- 2017: Wilsberg – Die fünfte Gewalt (Fernsehserie)
- 2017: Ostfriesenkiller
- 2017: Angst – Der Feind in meinem Haus
- 2017: Heldt – Die Entführung (Fernsehserie)
- 2017: Der Zauberlehrling
- 2018: Parfum (Fernsehserie)
- 2018: SOKO Donau – Treue, Ehre, Mord
- 2018: SOKO München – Die letzte Hexe
- 2018: Großstadtrevier – Das Lied von Helden
- 2018: Einstein – Aerodynamik
- 2018: SOKO Köln – Fatale Begierde
- 2018: Alarm für Cobra 11 – Die Autobahnpolizei – Die blinde Zeugin
- seit 2018: Julia Durant ermittelt (Fernsehreihe)
  - 2018: Jung, blond, tot
  - 2019: Kaltes Blut
  - 2019: Mörderische Tage
- 2019: Mordshunger – Verbrechen und andere Delikatessen: Wie ein Ei dem anderen
- 2019–2020: Dark (Fernsehserie, sieben Episoden)
- 2019: So einfach stirbt man nicht
- 2019: Skylines – Skyline Shines (Fernsehserie)
- 2020: Berlin, Berlin – Der Film (Spielfilm, Netflix)
- 2020: Tatort – Es lebe der König!
- 2021: Friesland: Bis aufs Blut (Fernsehreihe)
- 2021: Ein Mädchen wird vermisst (Fernsehfilm)
- 2021: Großstadtrevier – Stumme Signale
- 2022: Der König von Palma (Fernsehserie, sechs Episoden)
- 2024: Tatort: Dein gutes Recht (Fernsehreihe)
- 2024: A Better Place (Fernsehserie)

## Hörbücher (Auswahl)
2011: Kammerflimmern von Anne Holt, Hörbuch Hamburg, 5 CDs 372 Min., ISBN 978-3-86952-091-9

## Hörspiele (Auswahl)
- 2007: Arnaldur Indriðason: Kältezone – Regie: Martin Zylka (WDR)
- 2008: Frank Göhre: Schmutzige Wäsche – Regie: Norbert Schaeffer (Radio-Tatort – NDR)
- 2008: Matthias Wittekindt: Tod eines Tauchers – Regie: Norbert Schaeffer (Radio-Tatort – NDR), Der Hörverlag 2010, ISBN 978-3-86717-267-7.
- 2009: Thor Kunkel: SUBs. Sklaverei als Spiel – Regie: Annette Kurth (Original-Hörspiel – WDR)
- 2010: Matthias Wittekindt: Störtebekers Rache – Regie: Norbert Schaeffer (Radio-Tatort – NDR)
- 2010: Elisabeth Herrmann: Schlick – Regie: Sven Stricker (Radio-Tatort – NDR)
- 2011: Matthias Wittekindt: Totalverlust Regie: Sven Stricker (Radio-Tatort – NDR)
- 2012: Elisabeth Herrmann: Versunkene Gräber – Regie: Sven Stricker (Radio-Tatort – NDR)
- 2013: Matthias Wittekindt: Die blaue Jacht – Regie: Sven Stricker (Radio-Tatort – NDR)
- 2013: Jakob Arjouni: Bruder Kemal – Bearbeitung und Regie: Alexander Schuhmacher (NDR)
- 2014: Sabine Stein: Stand der Dinge – Regie: Andrea Getto (Radio Tatort – NDR)
- 2015: Elisabeth Herrmann: Das Grab der kleinen Vögel – Regie: Sven Stricker (Radio Tatort – NDR)
- 2015: Holger Siemann: Der Tod und die Schweine – Regie: Claudia Johanna Leist (Kriminalhörspiel – WDR)